# Wojny Xhosa
Wojny o Przylądek, właściwie Cape Frontier Wars (ang.), nazywane również Kaffir wars lub Kafir wars (1779–1879) – sporadyczne działania wojenne oraz 9 innych wojen trwających z przerwami przez 100 lat pomiędzy kolonistami i ludem Xhosa z południowo-wschodniej Afryki. Była to jedna z najbardziej przewlekłych wojen rodowitych mieszkańców Afryki przeciwko europejskiemu wtargnięciu na te tereny. Zakończona aneksją terytorium Xhosa przez Kolonię Przylądkową.

## Kolejność wojen
- 1 Cape Frontier War, 1779
- 2 Cape Frontier War, 1793
- 3 Cape Frontier War, 1799-1801
- 4 Cape Frontier War, 1811
- 5 Cape Frontier War, 1818-19
- 6 Cape Frontier War, 1834-36
- 7 Cape Frontier War, 1846
- 8 Cape Frontier War, 1851-53
- 9 Cape Frontier War, 1877-78